# Via Valeria
Die Via Valeria (später Via Claudia Valeria) war eine Staatsstraße (via publica) des Römischen Reiches.

## Benennung
Die Via Valeria wurde nach einem Vertreter der Gens Valeria errichtet. Wahrscheinlich war Marcus Valerius Maximus in einem seiner Konsulate (289 und 286 v. Chr.) mit der Aufgabe des Straßenbaus beauftragt. Der Straßenbau erfolgte sicherlich zu Beginn des 3. Jahrhunderts v. Chr. und war vor dem 2. Jahrhundert v. Chr. erbaut.

## Verlauf
Die Via Valeria ist als östliche Fortsetzung der Via Tiburtina anzusehen. Sie führte von Tibur nach Osten, überquerte den Anio beim Ponte Valerio und erreichte beim Vicus Variae (heute Vicovaro) seine erste Station. Danach führte sie über Lamnas (mit einer Abzweigung der Via Sublacensis), Carseoli und Vignae nach Alba Fucens. Der letzte Abschnitt führte nördlich des Fuciner Sees nach Marruvium.
Bei Cerfennia setzte die Via Claudia Valeria als weitere östliche Erweiterung ein. Sie führte über Corfinium entlang des Aternus und nimmt bei der Station Ad confluentes die aus Foruli führende Via Claudia Nova auf. Über die Stationen Interpromium und Teanum Marrucinorum erreichte sie schließlich Ostia Aterni an der Adriaküste. Dort folgten weitere Fortsetzungen entlang der Küste.